# Hateruma (lớp tàu tuần tra)

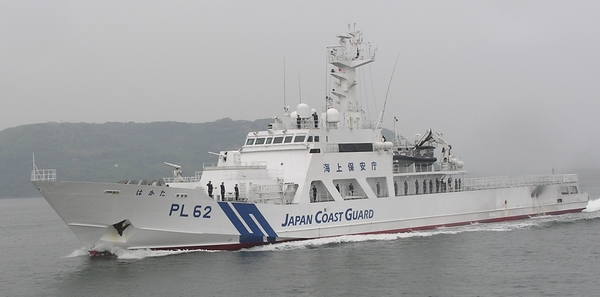
Một tàu tuần tra lớp Hateruma mang tên Hakata và số hiệu PL62

Tàu tuần tra lớp Hateruma (tiếng Nhật: はてるま型巡視船, hateruma-gata junshisen) là một lớp tàu tuần tra của Cảnh sát Biển Nhật Bản. Cảnh sát Biển Nhật Bản bắt đầu được trang bị tàu tuần tra lớp Hateruma từ đầu năm tài chính 2008. Cho tới nay, có 9 tàu thuộc lớp này đang phục vụ, mang số hiệu từ PL61 đến PL69.
Theo cách phân loại của Nhật Bản, lớp này được xếp vào nhóm tàu tuần tra cỡ lớn, nên số hiệu thường có chữ PL (viết tắt của Patrol - tuần tra, và Large - cỡ lớn). Một chiếc tiêu chuẩn thuộc lớp Hateruma có lượng giãn nước là 1300 tấn, dài 89 mét, rộng 11 mét, trang bị 4 động cơ diesel hoặc 4 động cơ bơm đẩy phản lực. Tàu có vận tốc thiết kế là 27 knot. Số lượng cán bộ, chiến sĩ trên mỗi tàu là 30 người. Trang bị trên tàu gồm chỉ một súng máy 30 mm với hệ thống dẫn bắn quang học, 1 vòi phun nước cao áp, 2 xuồng cảnh sát đa năng cao tốc loại 7 mét và 2 xuống loại 4,8 mét.
Trong số 9 chiếc đã được chế tạo, có 7 chiếc do công ty Đóng tàu Mitsui chế tạo và 2 chiếc do công ty Công nghiệp Nặng Mitsubishi chế tạo.